# 林登·拉什
林登·拉什（英語：Lyndon Rush，1980年11月24日—），加拿大男子雪车运动员。他曾代表加拿大参加2010年和2014年冬季奥林匹克运动会雪车比赛，其中2010年冬季奥运会获得一枚铜牌。